# Harmony Assistant
Harmony Assistant je počítačový hudební software pro Microsoft Windows, macOS a Linux. Je to jak notový editor, tak i softwarový syntezátor vytvářený společností Myriad Software. Existuje v méně nákladné verzi – Melody Assistant.